# Grupo esporádico
En el campo matemático de la teoría de grupos, un grupo esporádico es uno de los 26 grupos excepcionales en la clasificación de los grupos finitos simples. En efecto, según el Teorema de clasificación de grupos simples, todo grupo finito simple es, o uno de los 26 grupos simples esporádicos, o (salvo isomorfismo) al menos pertenece a una de las siguientes familias de grupos:
- Un grupo cíclico con orden primo.
- Un grupo alternante de grado al menos 5.
- Un grupo de Lie simple, incluyendo ambos.
  - Los grupos clásicos de grupo de Lie.
  - El grupo excepcional y grupos twisted incluyendo los grupos del Lie tipo tit.

Hay quienes como John Conway consideran al grupo de Tits como un grupo esporádico (porque no es estrictamente un Grupo de Lie), en cuyo caso hay 27 grupos esporádicos.

## Orden y nombres
Los grupos esporádicos suelen ser de orden grande. El más pequeño es de orden 7.920, y el más grande es el "Monstruo", de orden 8×1053. 
20 de los 26 grupos esporádicos están incluidos en dicho grupo monstruo: a los 6 restantes,  J1, J3, J4, O'N, Ru y Ly se los llama "grupos parias".
Cinco de los más pequeños fueron descubiertos por Mathieu en 1860 y el resto entre 1965 y 1975. Sin embargo varios fueron predichos antes de ser construidos. 
La mayoría tienen los nombres de los matemáticos que primero predijeron su existencia.
- Grupo de Mathieu M11, M12, M22, M23, M24
- Grupo de Janko J1, J2 o HJ, J3 o HJM, J4
- Grupo de Conway Co1 o F2-, Co2, Co3
- Grupo de Fischer Fi22, Fi23, Fi24′ o F3+
- Grupo de Higman–Sims HS
- Grupo de McLaughlin McL
- Grupo de Held He o F7+ o F7
- Grupo de Rudvalis Ru
- Grupo de Suzuki Suz o F3-
- Grupo de O'Nan O'N
- Grupo de Harada–Noton HN o F5+ o F5
- Grupo de Lyons Ly
- Grupo de Thompson Th o F3|3 o F3
- Grupo de Baby Monster B o F2+ o F2
- Grupo Monstruo (Fischer–Griess) M o F1

| Grupo        | Orden (sucesión A001228 en OEIS)                       | Aprox.   | Orden de factorización                                                       |
| ------------ | ------------------------------------------------------ | -------- | ---------------------------------------------------------------------------- |
| F1 or M      | 808017424794512875886459904961710757005754368000000000 | ≈ 8×1053 | 246 · 320 · 59 · 76 · 112 · 133 · 17 · 19 · 23 · 29 · 31 · 41 · 47 · 59 · 71 |
| F2 or B      | 4154781481226426191177580544000000                     | ≈ 4×1033 | 241 · 313 · 56 · 72 · 11 · 13 · 17 · 19 · 23 · 31 · 47                       |
| Fi24' or F3+ | 1255205709190661721292800                              | ≈ 1×1024 | 221 · 316 · 52 · 73 · 11 · 13 · 17 · 23 · 29                                 |
| Fi23         | 4089470473293004800                                    | ≈ 4×1018 | 218 · 313 · 52 · 7 · 11 · 13 · 17 · 23                                       |
| Fi22         | 64561751654400                                         | ≈ 6×1013 | 217 · 39 · 52 · 7 · 11 · 13                                                  |
| F3 or Th     | 90745943887872000                                      | ≈ 9×1016 | 215 · 310 · 53 · 72 · 13 · 19 · 31                                           |
| Ly           | 51765179004000000                                      | ≈ 5×1016 | 28 · 37 · 56 · 7 · 11 · 31 · 37 · 67                                         |
| F5 or HN     | 273030912000000                                        | ≈ 3×1014 | 214 · 36 · 56 · 7 · 11 · 19                                                  |
| Co1          | 4157776806543360000                                    | ≈ 4×1018 | 221 · 39 · 54 · 72 · 11 · 13 · 23                                            |
| Co2          | 42305421312000                                         | ≈ 4×1013 | 218 · 36 · 53 · 7 · 11 · 23                                                  |
| Co3          | 495766656000                                           | ≈ 5×1011 | 210 · 37 · 53 · 7 · 11 · 23                                                  |
| O'N          | 460815505920                                           | ≈ 5×1011 | 29 · 34 · 5 · 73 · 11 · 19 · 31                                              |
| Suz          | 448345497600                                           | ≈ 4×1011 | 213 · 37 · 52 · 7 · 11 · 13                                                  |
| Ru           | 145926144000                                           | ≈ 1×1011 | 214 · 33 · 53 · 7 · 13 · 29                                                  |
| He           | 4030387200                                             | ≈ 4×109  | 210 · 33 · 52 · 73 · 17                                                      |
| McL          | 898128000                                              | ≈ 9×108  | 27 · 36 · 53 · 7 · 11                                                        |
| HS           | 44352000                                               | ≈ 4×107  | 29 · 32 · 53 · 7 · 11                                                        |
| J4           | 86775571046077562880                                   | ≈ 9×1019 | 221 · 33 · 5 · 7 · 113 · 23 · 29 · 31 · 37 · 43                              |
| J3 or HJM    | 50232960                                               | ≈ 5×107  | 27 · 35 · 5 · 17 · 19                                                        |
| J2 or HJ     | 604800                                                 | ≈ 6×105  | 27 · 33 · 52 · 7                                                             |
| J1           | 175560                                                 | ≈ 2×105  | 23 · 3 · 5 · 7 · 11 · 19                                                     |
| M24          | 244823040                                              | ≈ 2×108  | 210 · 33 · 5 · 7 · 11 · 23                                                   |
| M23          | 10200960                                               | ≈ 1×107  | 27 · 32 · 5 · 7 · 11 · 23                                                    |
| M22          | 443520                                                 | ≈ 4×105  | 27 · 32 · 5 · 7 · 11                                                         |
| M12          | 95040                                                  | ≈ 1×105  | 26 · 33 · 5 · 11                                                             |
| M11          | 7920                                                   | ≈ 8×103  | 24 · 32 · 5 · 11                                                             |

## Fuente consultada
Tony Crilly (2011). 50 cosas que hay que saber sobre matemáticas. Ed. Ariel. ISBN 978-987-1496-09-9.
- Datos: Q2682286